# Caspar Heinrich Graun
Caspar Heinrich Graun (* 2. Februar 1659 in Striegnitz bei Döbeln, Sachsen; † 19. Mai 1710 in Rochlitz) war ein deutscher lutherischer Theologe und Historiker.

## Leben
Caspar Heinrich Graun war der Sohn des im Dorf Striegnitz bei Döbeln wirkenden Pfarrers Kaspar Graun und dessen Frau Margaretha Hillner. Er stammte aus einem aus Ungarn über Österreich nach Sachsen eingewanderten Pfarrergeschlecht. Seine erste Ausbildung erhielt er im Elternhaus und scheint wie seine Brüder seinen ersten Schulunterricht in Lommatzsch erhalten zu haben. Nach einer weiteren Ausbildung an der Kreuzschule in Dresden immatrikulierte er sich am 9. Mai 1677 an der Universität Wittenberg, um ebenfalls Theologie zu studieren. Während seines dortigen Aufenthalts begann er sich auch für philosophische und historische Studien zu interessieren und entschloss sich zuerst, im Lehramt tätig zu sein. Am 14. Oktober 1679 erwarb er den akademischen Grad eines Magisters der Philosophie und hielt anschließend Vorlesungen an der Leucorea. Als er seine Fähigkeiten als Ausbilder an der Wittenberger Hochschule nachgewiesen hatte, erhielt er am 2. September 1684 die Stelle eines Adjunkten an der philosophischen Fakultät der Wittenberger Alma Mater. Im Sommersemester 1688 wurde er Dekan der philosophischen Fakultät der dortigen Hochschule.
Unter Grauns Arbeiten auf dem Gebiet der alten Geschichte sind hervorzuheben seine Untersuchungen über die Tetrarchen (Dissertatio de Tetrarchis ad Luc. III, 1, Wittenberg 1684), über den älteren Gamaliel (De Gamaliele cognomine sene, Rostock 1684) und über Agrippina, die Mutter Neros (Dissertatio de Agrippina, Neronis matre, Wittenberg 1681). Zu seinen Erörterungen über Themen aus der neueren Geschichte zählen u. a.:
- De Conrado Salico ex historiae monumentis
- Disputationes de causis amissae majestatis odio et contemtu Mariae Stuartae Scotorum olim reginae
- Dissertatio de Carolo, Hispaniorum Principe, Philippi II filio, 1687

Ein Beitrag Grauns zur Geographie (Dalemincia Slavorum, Wittenberg 1687) wurde, da er eine genaue Beschreibung eines sehr alten, an die Lausitz grenzenden deutschen Gaues enthält, auch von Christian Franz Paullini in seine Schrift De pagis antiquae Germaniae (Frankfurt 1699) und von Christian Gottfried Hoffmann in seine Sammlung der Quellen der Lausitzer Geschichte (Scriptores Rerum Lausaticarum, Leipzig 1719, Bd. 4, S. 155 ff.) aufgenommen.
Da Graun keine rasche Beförderung an der Universität Wittenberg erwartete, nahm er nach 1689 die ihm angebotene Stelle eines Hofpredigers und Beichtvaters bei dem in Dornburg residierenden Fürsten Johann Ludwig von Anhalt-Zerbst an. Daraufhin promovierte er am 11. Oktober 1689 zum Lizentiaten der Theologie und am 26. Februar 1691 zum Doktor derselben Wissenschaft. Er behielt diesen Posten, bis er 1693 zum Superintendenten in Rochlitz ernannt wurde. Das Interesse für historische Studien erwachte hier von Neuem, wie seine Abhandlung über die Geschichte und Altertümer der Grafschaft und Stadt Rochlitz (Commentatio de antiquitate oppidi, dictionis et comitatus Rochliciensis, Leipzig 1718; auch abgedruckt in S. G. Heines Historischer Beschreibung der Stadt und Grafschaft Rochlitz in Meißen, Leipzig 1719) beweist. Er gab nun auch einige schon längst fertige philosophische und theologische Arbeiten heraus:
- Definitiones, hypotheses et propositiones philosophicae, Leipzig 1697
- Apodixis quaestionum aliquot theologicarum
- Definitiones theologicae dogmaticae, Jena 1700

Die letzten Lebensjahre Grauns wurden durch häufige Anfälle von Depression getrübt und nicht selten befiel ihn in dem Augenblick, wo er die Kanzel besteigen wollte, plötzlich eine so große Bangigkeit, dass er noch in der Sakristei die Predigt einem seiner Kollegen übertragen musste. Deshalb erhielt er 1710 einen Substituten, starb aber noch im selben Jahr im Alter von 51 Jahren.
Graun war zwei Mal verheiratet. Seine erste Ehe schloss er mit Magdalena Mirus, der Tochter des Pfarrers in Döhlen Christian Mirus. Aus der Ehe stammten zwei Töchter. Eine von ihnen verstarb mit der Mutter in Dornburg. Die Tochter Henrietta Maria heiratete am 25. November 1710 in Altenburg den späteren Pfarrer in Lucka Johann Georg Mentzel (* 11. März 1673 in Dresden; † 11. Dezember 1730 in Lucka). Seine zweite Ehe schloss er mit Barbara Stöthöfer, der Witwe des Dresdner Sekretärs Lindner. Aus der Ehe sind keine Kinder bekannt.